# Folyami kavicscsiga
A folyami kavicscsiga vagy kavicscsiga (Lithoglyphus naticoides) Délkelet- és Közép-Európa folyóiban élő vízicsigafaj.

## Megjelenése

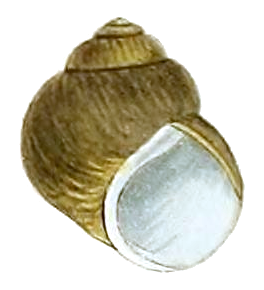
A csigaház rajza

A csigaház 7–12 mm magas, 7–10 mm széles. Négy kanyarulatból áll, de a ház döntő részét a kiszélesedő utolsó kanyarulat alkotja. A gömbölyded, vastag héjú ház kavicsra emlékeztet, ellenáll a gyorsan áramló víz és a görgeteg koptató hatásának. Színe világosszürkétől a zöldessárgán át változhat. A házba visszahúzódó csiga egy szájfedővel, operculummal zárja le a bejáratot. A csiga lába széles, szemei a hosszú tapogatók tövében ülnek.

## Elterjedése
Eredetileg a Fekete-tengerbe ömlő folyókban volt megtalálható, de a 19. században kezdve hajókra tapadva átkerült az Elba és Rajna rendszerébe, utána pedig Lengyelországba és a Baltikumba. Az 1990-es években a Volgában is megfigyelték. Németországban, Lengyel- és Csehországban veszélyeztetett faj. A franciaországi Saône-ból kipusztult. Magyarországon a Dunából, Tiszából, Rábából, Bodrogból, Galgából és a Balatonból ismert.

## Életmódja
A kavicscsiga a nagyobb folyók, vagy tavak mélyebb részein él. Kedveli a homokos, köves aljzatot, a magas oxigén- és kalciumszintet. A magas vízhőmérsékletet nehezen viseli el. Kovamoszatokkal, algákkal, szerves törmelékkel táplálkozik. Helyenként tömegesen (500-1000 példány/m²) fordul elő.
Szaporodási időszaka márciustól júniusig tart, petéit fajtársai házára rakja le. Élettartama 13-17 hónap.
Magyarországon nem védett.